# Brèche d'Arzl
La brèche d'Arzl (en allemand : Arzler Scharte) est un col à 2 158 m d'altitude dans le massif des Karwendel.

## Géographie
Le col se situe dans le chaînon du Nordkette, près d'Arzl, quartier de la ville d'Innsbruck.
Il est entre le Gleirschtaler Brandjoch au nord-ouest et le Rumer Spitze à l'est. À l'ouest se trouve le Mandlspitze et, se trouvant entre le Mandlspitze et Gleirschtaler Brandjoch, le col de Mandl. Au nord s'étend la vallée du Samer, qui fait partie du Gleirschtal ; la Samer est un affluent de l'Isar. Au sud, l'éboulis finit près de la Mühlauer Bach.

## Ascension
Un sentier balisé reprend l'Arzler Reise. Au nord-est, ce sentier conduit au refuge de Pfeis.
Le col donne accès au sommet de la Stempeljochspitze qui culmine à 2 543 m  d'altitude.